# Гидроавианосец
Гидроавиано́сец, также гидроавиатра́нспорт, авиате́ндер, авиама́тка и гидрокре́йсер — корабль, обеспечивающий групповое базирование гидросамолётов с возможностью их выпуска в полёт и приёма с воды.

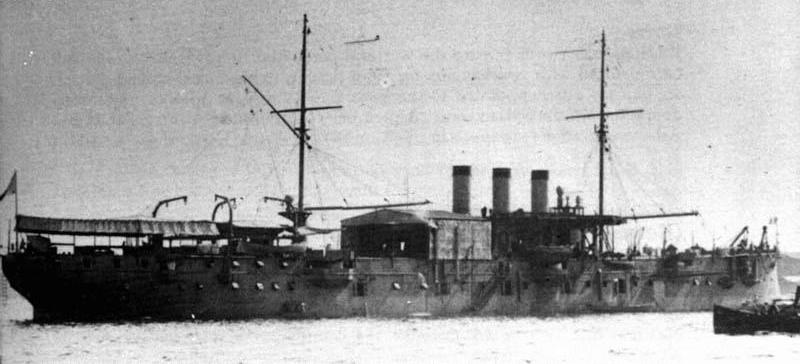
Первый в мире «настоящий» гидроавианосец — французский «Ла Фудр», 1912

## Классификация
Гидроавиатранспорт (авиатранспорт) — гидроавианосцы, перестроенные из транспортных судов.
Гидрокрейсер (крейсер-гидроавианосец) — авианесущий крейсер, то есть гидроавианосец с крейсерским вооружением.

## Функционирование
Старт гидросамолётов осуществлялся, как правило, при помощи катапульт (паровых, пневматических или механических), на ранних этапах развития авиации как способ старта применяли разбег по палубе гидроавианосца на сбрасываемой колёсной тележке. Авиатранспорты обычно катапультами не оборудовались и обеспечивали старт гидросамолётов непосредственно с воды, выгружая их на воду специальными кранами. Приём гидросамолётов с воды после посадки всегда осуществлялся при помощи грузовых кранов или стрел, за исключением одного случая — переделанная во время Гражданской войны в гидроавиатранспорт нефтеналивная баржа «Коммуна» Волжской флотилии Красной Армии никаких штатных погрузо-разгрузочных средств не имела, и гидросамолёты затягивались на палубу импровизированного авианосца мускульной силой аэродромной команды по специальным деревянным пандусам. Также следует отличать гидроавианосцы и гидроавиатранспорты от близких к ним плавбаз гидроавиации. Последние не только не имели катапульт, но и даже не несли на себе самолёты, а только обслуживали, являя собой передвижную базу дальних патрульных гидросамолётов, обычно стоявшую где-либо в спокойных водах, заливах или лагунах.

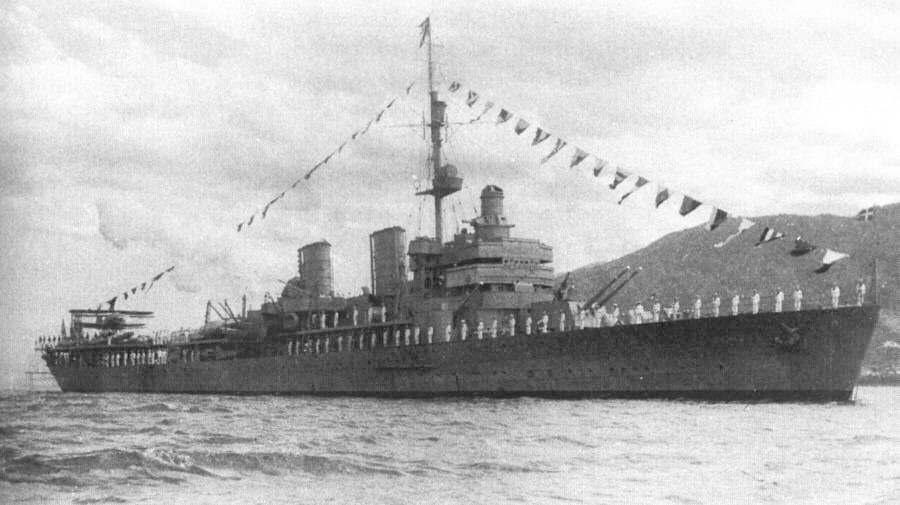
Шведский крейсер-гидроавианосец — «Готланд», 1936

Кроме того, в некоторых флотах имелись корабли, сочетавшие возможности и функции артиллерийского корабля (крейсера или линкора) и гидроавианосца.

## Вооружение

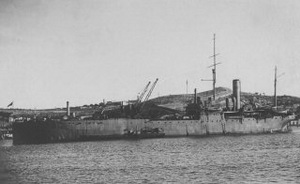
Британский гидроавианосец — HMS Ark Royal, 1914

Основным вооружением гидроавианосцев являлись гидросамолёты различных типов. Как правило, авиагруппа имела смешанный состав и состояла из разведчиков, бомбардировщиков (торпедоносцев) и истребителей. Также корабли этого класса несли артиллерию, как зенитную или универсальную, так и обычную, средних калибров, от одного-двух до десятка орудий. В случае переделки из крейсеров могли сохранить в качестве вспомогательного торпедное вооружение.

## История

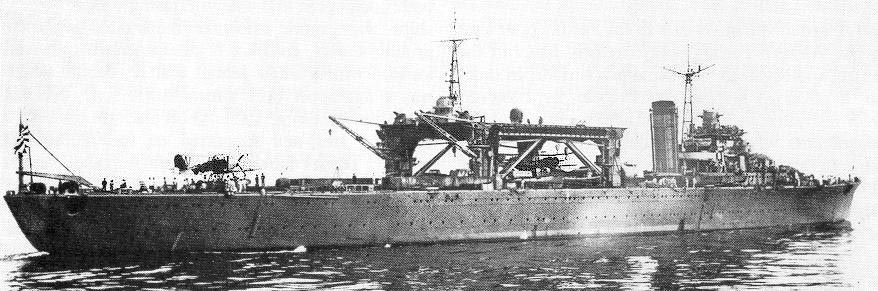
Японский гидроавианосец «Титосэ», 1942

Фактически первым российским авианесущим крейсером (то есть авианосцем с крейсерским вооружением) можно назвать гидрокрейсер «Алмаз», представлявший собой обычный крейсер, который в годы Первой мировой войны дополнительно вооружили гидропланом, при сохранении всего крейсерского вооружения.

Русский гидроавианосец «Орлица»

Поначалу гидроавианосцы были весьма популярны, ибо представляли собой недорогую возможность иметь авиационное обеспечение флота, но по мере развития классических авианосцев, способных принимать более эффективные колёсные самолёты, по мере переоценки роли палубной авиации, постепенно сходили на нет. Новые гидроавианосцы в 1930-х гг. строили только японцы.
Гидроавианосцы прекратили своё существование вскоре после окончания Второй мировой войны вследствие общего кризиса боевой гидроавиации, уступившей своё место палубным самолётам и авиации берегового базирования.
Кроме низкой боевой эффективности, гидроавианосцы имели и тот существенный недостаток, что принимать самолёты они могли лишь при относительно спокойном море, и процедура эта занимала немало времени.